# Летучий порох
Летучий порох (англ. Floo Powder) — вымышленное вещество в цикле книг о Гарри Поттере, используемое для путешествия по каминным сетям. Впервые упоминается в книге «Гарри Поттер и Тайная комната».

## Принцип действия Летучего пороха
Необходимо взять щепотку летучего пороха, бросить порох в огонь и шагнуть в камин. Пламя в камине становится изумрудно-зеленым и увеличивается в несколько раз, оно перестает обжигать кожу и кажется магу всего лишь теплым ветерком. В этот момент необходимо произнести название требуемого места. Произносить нужно чётко, чтобы не ошибиться адресом, ибо Гарри Поттер, впервые путешествуя таким образом, по ошибке вместо Косого Переулка попал в Лютный Переулок. После того, как волшебник произнесёт название места, огненный вихрь начинает кружить его и уносит наверх или вниз в зависимости от пункта назначения («Над нами и под нами много волшебных каминов — выходов на улицы»). После этого волшебнику остается лишь следить за возникающими перед ним каминными решётками и выйти, увидев нужную.
Так же посредством летучего пороха можно общаться, не перемещаясь полностью. Для этого, кинув щепотку пороха и назвав необходимый адрес, надо опустить в камин голову. Таким образом волшебник сам останется в исходном месте, а его голова появится в нужном камине.

## Каминная сеть
Камины большинства магических домов связаны между собой в единую сеть, что позволяет волшебникам быстро путешествовать по территории страны. Этот транспорт является общедоступным, пользоваться им могут даже дети.
Практически любой камин может быть подключён к каминной сети или отключён от неё. Например, Артур Уизли в книге «Гарри Поттер и Кубок Огня» ненадолго подключил к сети камин дома Дурслей, чтобы забрать Гарри на Чемпионат мира по квиддичу.
Министерство магии может контролировать перемещения по каминной сети и связь через камины. В нём существует Отдел магического транспорта, который включает в себя Руководящий центр Сети летучего пороха.